# Alfredo Ottaviani
Alfredo kardinál Ottaviani (29. října 1890 – 3. srpna 1979) byl italský katolický duchovní, filosof, právník a teolog. V letech 1926–1928 zastával úřad rektora Nepomucena. V roce 1953 byl jmenován kardinálem, od roku 1959 vedl nejprve Posvátnou kongregaci Svatého oficia, později pak Kongregaci pro nauku víry, která ji nahradila. Byl vůdčí osobností tzv. konzervativního křídla Druhého vatikánského koncilu. V roce 1968 rezignoval na své funkce.

## Život

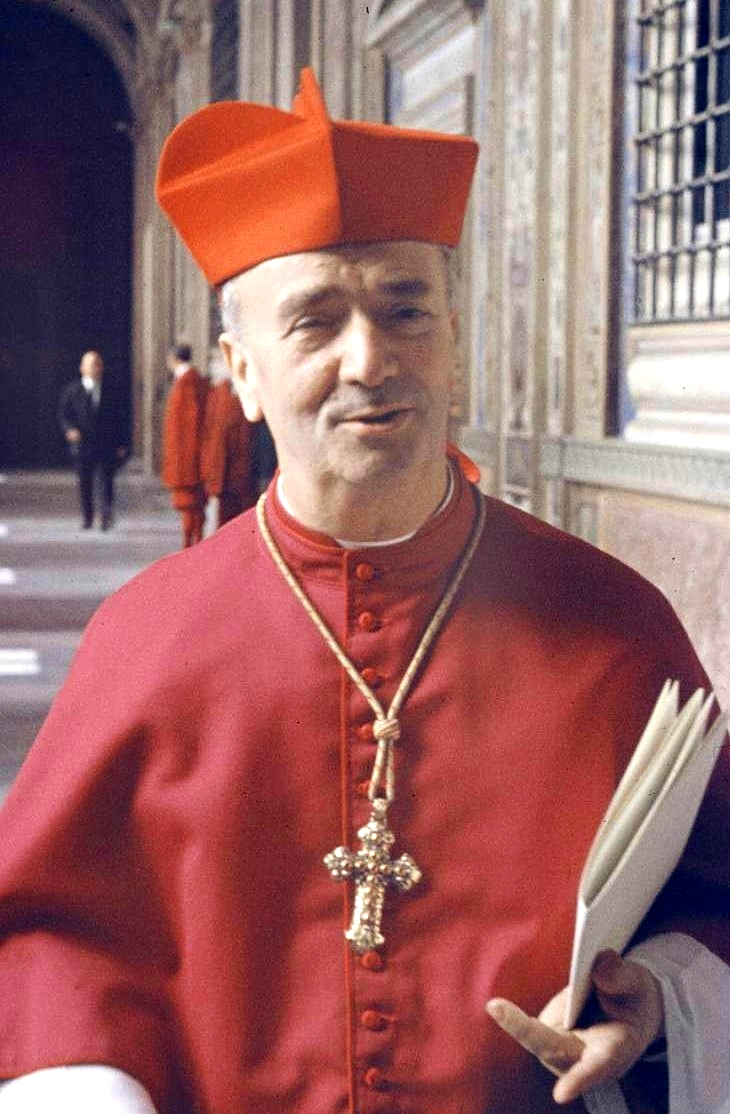
Kardinál A. Ottaviani v chórovém oděvu

Ottaviani se narodil v chudé římské čtvrti Trastevere. Roku 1916 se stal knězem, od r. 1922 začal působit v římské kurii jako osobní sekretář nově zvoleného papeže Pia XI. 6. května 1926 byl jmenován rektorem české koleje v Římě (Bohemicum), pozdější Nepomucenum a tuto funkci zastával až do roku 1928, kdy byl povolán k práci ve vatikánském Státním sekretariátu. Díky svému právnickému vzdělání se zúčastnil i přípravy Lateránských dohod. Dne 12. ledna 1953 jej papež Pius XII. jmenoval kardinálem titulu Santa Maria in Domnica, ve třídě kardinál-jáhen, prosekretářem kongregace Posvátného Oficia a téhož roku protektorem koleje Nepomucenum. Zastával úřad kardinála-protojáhna (1961-1967) a do třídy kardinál-kněz byl kooptován v roce 1967. 
Jako hlava dikasteria zodpovědného za neporušenost víry zastával velmi pevné pozice, byl přezdíván karabiník víry nebo člověk exkomunikací. Současně byl velmi citlivým ke konkrétním lidem, zvláště chudým, podporoval mnoho studentů z chudých poměrů.
Papežem Janem XXIII. byl jmenován předsedou doktrinální komise pro přípravu Druhého vatikánského koncilu, i přes to, že zastával velmi konzervativní pozice i v průběhu koncilního jednání. Roku 1968 rezignoval na všechny úřady, o rok později podpořil námitky arcibiskupa Lefebvra proti nové podobě Římského ritu (tzv. Ottavianiho intervence). Zemřel ve Vatikánu roku 1979.

## Publikace
- Alfredo Ottaviani – Antonio Bacci: Breve analisi critica del "Novus Ordo Missae, Řím 1969
- Alfredo Ottaviani, Institutiones iuris publici ecclesiastici, Vaticano 1957–1960.